# الثغر الإسباني

كونتيات الثغر الإسباني في مطلع القرن التاسع الميلادي.

الثغر الإسباني أو ماركا هسبانيكا (بالإسبانية:  Marca Hispánica، بالكتالانية: Marca Hispànica) هي منطقة دفاعية عازلة أسَّسها الملك شارلمان في عام 795م بإقليم جبال البرانس لتكون منطقة حدوية بين الدولة الأموية في الأندلس والإمبراطورية الكارولنجية ويتألف الثغر من عدد من الكونتيات التي تفتَّت واستقلَّت عن مملكة الفرنج في وقت لاحق، والدولة الوحيدة الباقية إلى اليوم من هذه الكونتيات هي أندورا.

## الجغرافيا
تمثل منطقة الثغر الإسباني الإقليم الممتد من جبال البرانس شمالاً إلى نهر أبرة جنوباً. كان سكان المنطقة في حين تأسيس الثغر متنوّعين بدرجةٍ كبيرة، فكان بينهم الآيبيريون والباسكيون والقوط واليهود. وقد تعرَّض هؤلاء لهجمات الإمبراطورية الكارولنجية النصرانية من الشمال والدولة الأموية في الأندلس المسلمة من الجنوب. بدأت المنطقة بالتغير لاحقاً بعد أن أثارت أطماع الكونتات والإقطاعيّين، وسُرعَان ما عيَّنت هؤلاء مملكة الفرنجة ليحكموا مقطاعات الثغور، ومع الوقت أخذوا يحكمونها ذاتياً بصورة متزايدة حتى استقلُّوا نهائياً عن الفرنجة. انبثقت من حركة الاستقلال هذه إمارات نافارا وكتالونيا وأراغون.
من أبرز الكونتيات التي شكلت جزءاً من منطقة الثغور على مرّ تاريخها: كونتية برشلونة وأوسونا وأورغل وسيردانيا وبليارش وجرندة وبيسالو وروسيون وبيريلادا وبنبلونة وسانغويسا وجاكا وسوبريرب وريباغورزا.

## النشأة
تأسست منطقة الثغر الإسباني نتيجة لتوسُّعات مملكة الفرنجة جنوباً اتجاه شبه الجزيرة الأيبيرية بدءاً من أرض نشأتها أوستراسيا، وقد بدأت حركة التوسع هذه بصعود شارل مارتل إلى سدة حكم المملكة عام 732 بعد عقودٍ من النزاع بين المسلمين والفرنجة في الأندلس. كان المسلمون قد فتحوا الأندلس وبلغوا جبال البرانس منذ مطلع القرن الثاني الهجري أو الثامن الميلادي، وفي عام 101 هـ (719م) سار والي الأندلس السمح بن مالك الخولاني إلى سبتمانيا حيث تغلَّب على معظم ما تبقَّى من أملاك القوط الغربيّين، وتمكَّن من تأسيس خط دفاعي في أربونة، وعيّن ولاة على جرندة وبرشلونة، إلا إنَّ تقدم المسلمين توقَّف بعد هزيمتهم في معركة تولوز عام 721 حيث قتل السمح بن مالك الخولاني. وعلى الرغم من هزيمة تولوز إلا أن ذلك لم يمنع المسلمين من مواصلة الغارات على الفرنجة في الشمال وقد بلغت إحدى هذه الغزوات مدينة اوتون الفرنسية.
في عام 730 عُقِدت في مدينة تولوز معاهدة سلام بين الدوق أودو ودوق أقطانيا والثائر البربري منوسة، وقد تمركز هذا الأخير في منطقة سيردانيا التي أصبحت منطقة دفاعية عازلة بين دوقية أقطانيا والأندلس، وعُزِّزت الصداقة بتزويج دوق أقطانيا ابنتَه إلى الثائر منوسة، إلا إنَّ منوسة هزم في معركة مع الأمويين عام 731م، واستمرَّ تقدم المسلمين في الأندلس بعد ذلك.
تعهَّدت أقطانيا بتقديم الولاء إلى الفرنجة مرَّات عدة، كانت منها مرة تحت قيادة الدوق أودو عام 732 ومرة أخرى في عهد هونالد عام 736، إلا إنَّ الدوقية بقيت دولة مستقلَّة فعلياً. في عام 737م قاد شارل مارتل حملةً إلى نهر الرون الأدنى وإقليم سبتمانيا، وقد يكون ذلك لأنه شعر بأن المسلمين أصبحوا يهدّدون سلطته على منطقة بورغندي، إلا إنَّه هُزِم.
خلف شارل مارتل بالحكم بيبين القصير، الذي تمكَّن بعد حربٍ طولها ثمانية أعوامٍ من الاستيلاء على أقطانيا وضمِّها إلى مملكته، وكذلك استولى على سبتمانيا من المسلمين في عام 759م، ثم خلفه ابنه شارلمان، فتمكَّن هذا أخيراً من تحقيق هدف الكارولنجيّين القاضي بتأسيس ثغرٍ دفاعيّ للإمبراطورية وراء سبتمانيا، وأنشأ حاجزاً دفاعياً قوياً لحمايته من تهديد المسلمين، وكذلك تمكَّن من تشديد حكمه على دوقية فاسكونية بتأسيس مملكة أقطانيا التي حكمها ابنه لويس الورع عام 781م.